# Ayano Suzuki
Ayano Suzuki (1 lutego 1990) – japońska zapaśniczka w stylu wolnym. Brązowa medalistka mistrzostw Azji w 2013 roku.